# Lasiosphaeria calva
Lasiosphaeria calva är en svampart som först beskrevs av Tode, och fick sitt nu gällande namn av Pier Andrea Saccardo 1883. Lasiosphaeria calva ingår i släktet Lasiosphaeria och familjen Lasiosphaeriaceae.   Inga underarter finns listade i Catalogue of Life.